# خطأ في الاقتباس
الخطأ في الاقتباس هو عزو غير صحيح من المؤلف إلى اقتباس أو استنساخ غير دقيق للاقتباس نفسه. على سبيل المثال، في خطاب له، قال جورج بوش "وكما قال إبراهام لنكولن، "إنني أقف هنا ــ 'بكل ما فيّ من عيوب" وهذا الكلام لم يقله إبراهام لنكولن بل هو مزيج مركب من اقتباسات منفصلة لمارتن لوثر وأوليفر كرومويل.
هناك العديد من الاقتباسات غير الصحيحة بصورة متكررة أو تُعزى إلى الشخص الخطأ، وفي كثير من الأحيان، تُنسب اقتباسات لكتّاب مغمورين أو غير معروفين إلى كتّاب أكثر شهرةً. ومن أمثلة ذلك ونستون تشرشل، الذي نُسبت إليه العديد من الاقتباسات السياسية غير مؤكدة المنشأ، وأوسكار وايلد، الذي يُنسب إليه أحيانًا اقتباسات فكاهية مجهولة.
ويشيع أيضًا الخطأ المتعمد في الاقتباس، رغم أن هذا يمر غالبًا بدون أن يلاحظه أحد، وذلك لأن الاقتباس يكون في الغالب معروفًا على نحو أفضل أو أن الخطأ في الاقتباس يناسب المقام بشكل أفضل. على سبيل المثال، شعار ستار تريك «تواصل معي، سكوتي» لم تظهر بهذا الشكل في السلسلة الأصلية، واقتباس ديرتي هاري الشهير «هل تشعر بأنك محظوظ، أيها المخنث» هو في الواقع إعادة صياغة للحوار الأصلي: «ينبغي أن تسأل نفسك سؤالاً واحدًا: 'هل أشعر بأنني محظوظ؟' حسنًا، هل تشعر أنت بذلك أيها المخنث؟»;

## وصلات خارجية
- Quotations على مشروع الدليل المفتوح